# 루이 2세 드 라 트레무아유

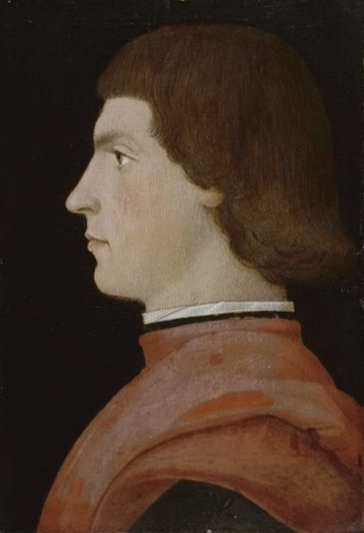
도메니코 기를란다요 또는 그의 조수 작의 루이 2세 드 라 트레무아유의 초상화.

루이 2세 드 라 트레무아유(Louis II de la Trémoille, 1460년 9월 29일 – 1525년 2월 24일)는 프랑스의 장군이다. 그는 샤를 8세, 루이 12세, 프랑수아 1세등 세 명의 군주를 섬겼다. 그는 파비아 전투에서 전사했다.

## 작위
그는 생애 동안 투아르 자작(Vicomte de Thouars), 탈몽 공작, 기네와 베농 백작(Comte de Guînes et de Bénon), 쉴리와 크라옹 및 몽타쥐, 몰레옹, 일부샤르의 남작(Baron de Sully, de Craon, de Montagu, de Mauléon et de l'Ile-Bouchard), 일드레와 로슈포르 및 마랑의 영주(Seigneur des Iles de Ré, de Rochefort et de Marans), 프랑스 국왕의 최고 시종(Premier Chambellan du Roi) 작위를 얻었다.

## 생애
그는 푸아투의 중요 귀족 가문 출신으로 투아르에서 태어났다.

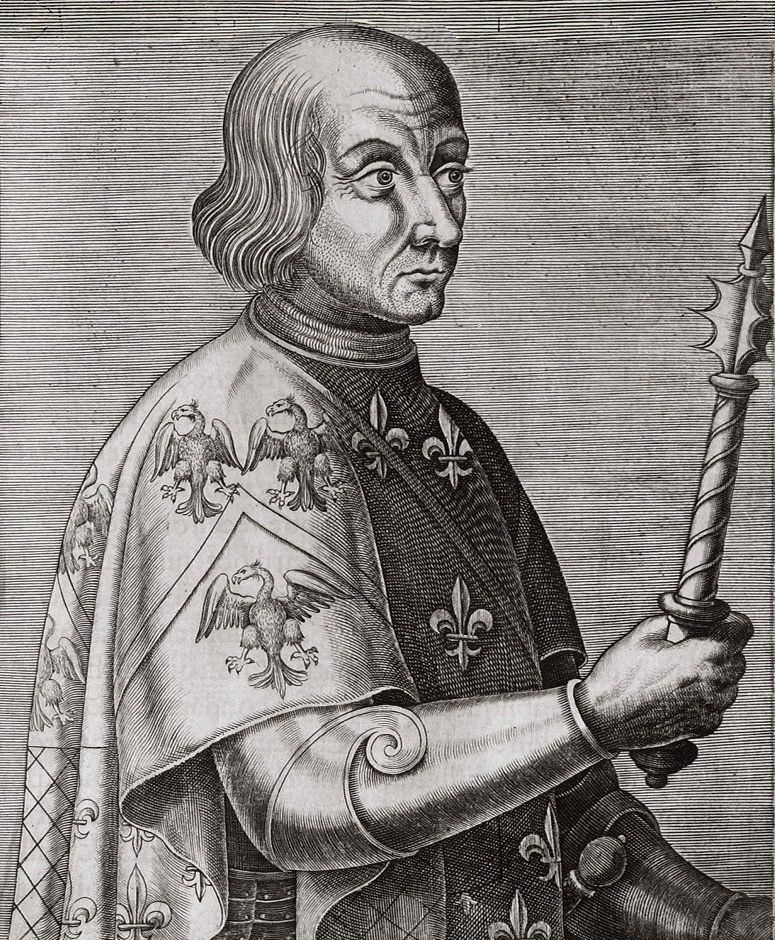
옛 판화에서의 루이 2세 드 라 트레무아유.

그는 프랑수아 2세 드 브르타뉴를 약화시킨 내전인 광기 전쟁 (La Guerre Folle) 동안에 브르타뉴를 차지하기를 원하던 프랑스 왕실의 군대를 지휘했다. 1488년 7월 27일 생토뱅뒤코르미에 전투에서 거둔 그의 결정적인 승리는 브르타뉴 독립성을 사실상 끝내버렸다.
그는 이탈리아 전쟁에서 일부 전투들에도 참전했으며, 대표적으로는 포르노보 전투(1495년)와 승리를 거둔 아냐델로 전투(1509년)가 있다. 10,000명의 정예 병력이 13,000명의 스위스 용병들에게 기습을 당한 노바라 전투에서 극심한 패배를 당하기도 했다.
그는 이후 마리냐노 전투(1515년)에서 프랑스의 승리를 거두지만, 1525년 2월 24일 파비아 전투에서 아르카부스로 인한 부상으로 사망하였다. 그의 죽음은 1,500명의 스페인 아르카부스 사수들의 사격으로 프랑스군이 습격을 당한 전투의 막바지 동안에 벌어졌다. 라 트레무아유와 다른 높은 지위의 프랑스 귀족들은 국왕인 프랑수아 1세를 보호하기 위하여 교전하고 있었다. 라 트레무아유는 심장에 총탄을 관통당하고 말에 떨어졌다.

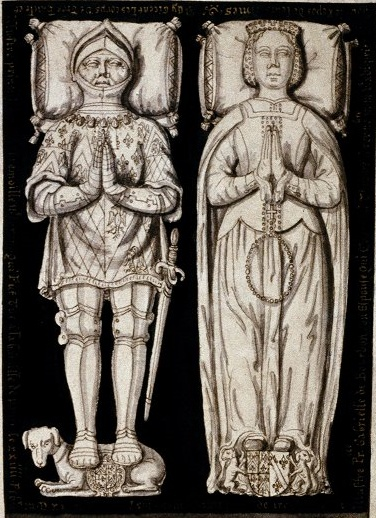
루이 2세 드 라 트레무아유와 가브리엘 드 부르봉.

## 혼인
1484년 7월 28일 그는 루이 1세 드 몽팡시에의 딸 가브리엘 드 부르봉(Gabrielle de Bourbon)과 혼인하여, 프랑수아 2세 드 트레무아유의 아버지인 샤를 1세 드 라 트레무아유의 아버지가 되었다. 1517년 4월 7일, 루이 2세 드 라 트레무아유는 발렝티누아 공작 체사레 보르자와 그의 프랑스인 부인 샬로트 달브레 사이에서 태어난 유일한 적손인 16세의 루이사 보르자와 혼인했다. 두 번째 결혼에서 자식은 업었고, 5년만에 트레무아유가 사망하면서 그녀는 부르봉뷔세(Bourbon-Busset)의 영주 필리프 드 부르봉(Philippe de Bourbon)과 재혼하여 자식을 가졌다.

## 유산
파리 8구의 라 트레무아유 도로(Rue de La Trémoille)는 그의 이름에서 붙여졌다.

## 같이 보기
- 라 트레무아유가